# 手机刑警钱形爱
《手机刑警钱形爱》是2002年10月6日至2003年3月30日在日本BS-i电视台播出的电视连续剧，由宫崎葵主演，共26集。